# Guitarra dendyi
Guitarra dendyi är en svampdjursart som först beskrevs av James Barrie Kirkpatrick 1907.  Guitarra dendyi ingår i släktet Guitarra och familjen Guitarridae. Inga underarter finns listade i Catalogue of Life.